# المشرفه
المشرفة (به عربی: المشرفة ) یک منطقهٔ مسکونی در سوریه است که در حمص واقع شده‌است.

## خصوصیات
المشرفة ۱۴٬۸۶۸ نفر جمعیت دارد.